# Domain Name System
DNS er en forkortelse for Domain Name System (Domain Name Server, Domain Name Service). En DNS-server eller navneserver er en server placeret på et IP-baseret datanet, der tager sig af oversættelsen af de navne man normalt arbejder med på Internettet.
Kommunikation over et IP-baseret datanet kan kun foregå ved hjælp af disse IP-adresser – ligesom telefonnumre. En DNS-server kan sammenlignes med en telefonbog med et alfabetisk register.
Navne-serverens arbejde er at oversætte de navne, mennesker har lettere ved at huske til de éntydige IP-adresser, der er nødvendige for netværket funktionalitet. For eksempel indtastes et dns-navn i en browser's adressefelt – eller det skrives bagved @-tegnet i en epost-adresse.
Domænenavnet: wikipedia.org har IP-nummer 208.80.152.2 – og skriver man dette i en browser's adressefelt, ledes man direkte til wikipedia.org uden brug af en navneserver.
Tidligere kunne man kun anvende det engelsk/amerikanske tegnsæt ved definition af domænenavne, det er nu ændret i 2004 således, at bl.a. danske tegn er tilladte – f.eks. er det lidt lettere at huske: værløse.dk i stedet for vaerloese.dk
Uddelegering og administration af domænenavne varetages i Danmark af Punktum dk. Det var tidligere gratis, men der opkræves nu et mindre årligt gebyr for leje af et domænenavn.
Det er alt sammen beskrevet i regelsættet: RFC, se eksterne henvisninger.
DNS anvender IP-port 53 via IP-dataprotokollerne TCP og UDP.

## DNS-servere
DNS-servere løser to opgaver. En DNS-server kan oversætte mellem IP-adresser og domænenavne for et begrænset antal domæner eller den kan kontakte andre servere for at få oversat en vilkårlig adresse.

### Autoritative servere
En server der står for oversættelse kaldes en autoritativ server. For at sikre mod udfald skal en server have mindst en sekundær server, der kan tage over. Den sekundære server bliver ikke opdateret direkte, men den kontakter med jævne mellemrum den primære server for at finde ud af, om der er sket ændringer. Set fra klientprogrammets synspunkt er det underordnet om det er den primære server, der bliver kontaktet.
De autoritative navneservere er organiserede i et hierarki. I toppen er en række rod-servere. De opbevarer oplysninger om hvilke servere der kender til topniveaudomæner som dk og com. På næste niveau er de servere, som har oplysninger om et topniveaudomæne. Navneservere, som kender til et topniveaudomæne vil som rodserverne stille videre til servere, der har mere konkret information. Serverne på dette niveau er typisk styrede af en organisation eller et firma, og de har oplysninger om hvilken adresse der skal bruges for at nå en bestemt maskine. På dette lave niveau er der også registreret, hvordan e-mail sendes til den rette modtager.
IP-adresserne er også registreret i et omvendt hierarki, der gør det muligt at oversætte fra en IP-adresse til et domænenavn. Opslag af denne type kan for eksempel bruges, hvis en webserver har registreret forespørgsler med IP-adresser og man gerne vil se, hvilke navne de dækker over.

### Rodservernetværk
Rodserverne har en særstatus da denne er den eneste med adgang til samtlige domæner. Det er altså registreringer i disse servere, der bestemmer, hvilke domæner, der gælder på internettet. Organisation ICANN, der har hjemsted i USA, står for den overordnede styring af det officielle rodservernetværk. ICANNs servernetværk består af 13 servere, hvoraf de fleste er placerede i USA, men der er servere i alle verdensdele. I 2010 har ICANN også placeret en server i Danmark. Serveren driftes af Solido Hosting og er placeret i Interxions datacenter i Ballerup. Som med almindelige domæner er der en primær server og en række sekundære servere. Der er etableret et alternativt rodservernetværk i Europa kaldet Open Root Server Network (ORSN). Det primære formål med netværket er at give hurtigere rodserveradgang i Europa. Nettet skal også virke som et alternativ, hvis USA pludselig bestemmer sig til at fjerne domæner fra internettet. Det er endnu aldrig sket, men muligheden er der.
Der har været andre alternativer til ICANNs rodservere, som også har udbudt alternative topdomæner der ikke er godkendt af ICANN, men ingen af disse netværk er aktive.

### Cache-navneservere
En cache-navneserver har en liste over rod-navneservere og med udgangspunkt i denne liste kan den oversætte ethvert domænenavn til en IP-adresse. Den kan også klare den omvendte operation. Hvis serveren lige er startet og derfor ikke har noget på lager, kan et opslag, lidt forenklet, forløbe sådan her:
1. En klient spørger efter www.firma.dk.
2. Da navneserveren ikke kender noget til adressen kontaktes en rod-server fra listen.
3. Rod-serveren giver en liste over servere, som kender til dk-domæner.
4. Navneserveren kontakter en af serverne på listen.
5. Den valgte server giver en liste over servere, som kender til firma.dk.
6. Navneserveren kontakter en server på listen.
7. Serveren, som kender til firma.dk, sender IP-adressen på www.firma.dk.

Cache-navneserveren gemmer alle svar undervejs, så hvis der spørges efter et nyt dk-domæne kort tid efter, vil serveren kontakte en af de kendte servere for dk-domænet direkte. De fleste internetudbydere stiller sådanne cache-navneservere til rådighed for deres kunder.

### Navneserver med webskjold
Visse commercielle og non-profit udbydere tilbyder navneserver, som monitorerer de opslag som brugerne gennemfører og sammenligner brugerens opslag imod lister med kendte adresser for ulovlige eller farlige internetadresser.
Der kan også være tale om internetadresser, som får brugeren til at downloade malware eller ransomware.
Brugeren bliver dermed stoppet af navneserveren i at tilgå potentielt farlige steder på internettet.
Det forudsætter opdaterede lister hos den enkelte udbyder.

## Liste over DNS-serverprogrammer
- Open source:
  - Internet Software Consortium – BIND Arkiveret 28. august 2008 hos  Wayback Machine (Berkeley Internet Name Domain), den mest almindelige navnedæmon på internettet. Der bliver fra tid til anden fundet sårbarheder i BIND: BIND Vulnerabilities Arkiveret 10. august 2003 hos  Wayback Machine. Det er derfor vigtigt at opgradere når de opdages.
  - djbdns Arkiveret 9. marts 2011 hos  Wayback Machine (Dan J. Bernsteins DNS implementation). En sikker DNS-server, den næst-mest brugte på internettet. The djbdns security guaranteeArkiveret 6. juli 2012 hos  Wayback Machine.
  - MaraDNS Arkiveret 28. juli 2003 hos  Wayback Machine
  - NSD Arkiveret 27. september 2007 hos  Wayback Machine (Name Server Daemon)
- Kommerciel:
  - Microsoft DNS Server Arkiveret 24. januar 2008 hos  Wayback Machine